# Bermudas en los Juegos Olímpicos de Tokio 1964
Las Bermudas estuvieron representadas en los Juegos Olímpicos de Tokio 1964 por un total de 4 deportistas masculinos que compitieron en vela.
El equipo olímpico bermudeño no obtuvo ninguna medalla en estos Juegos.